# Limnophyes
Limnophyes is een muggengeslacht uit de familie van de Dansmuggen (Chironomidae).

## Soorten
- L. aagaardi Saether, 1990
- L. anderseni Saether, 1990
- L. angelicae Saether, 1990
- L. asquamatus Andersen, 1937
- L. atomarius (Zetterstedt, 1850)
- L. bidumus Saether, 1990
- L. brachytomus (Kieffer, 1922)
- L. carolinensis Saether, 1975
- L. coloradensis Saether, 1975
- L. cranstoni Saether, 1990
- L. difficilis Brundin, 1947
- L. doughmani Saether, 1990
- L. edwardsi Saether, 1990
- L. eltoni (Edwards, 1922)
- L. er Saether, 1985
- L. fumosus (Johannsen, 1905)
- L. gelasinus Saether, 1990
- L. gurgicola (Edwards, 1929)
- L. habilis (Walker, 1856)
- L. hastulatus Saether, 1975
- L. inanispatina Langton & Moubayed, 2001
- L. madeirae Saether, 1990
- L. margaretae Saether, 1975
- L. minimus (Meigen, 1818)
- L. natalensis (Kieffer, 1914)

- L. ninae Saether, 1975
- L. paludis Armitage, 1986
- L. pentaplastus (Kieffer, 1921)
- L. pilicistulus Saether, 1975
- L. platystylus Murray, 2007
- L. prolatus Saether, 1990
- L. prolongatus (Kieffer, 1921)
- L. pumilio (Holmgren, 1869)
- L. punctipennis (Goetghebuer, 1919)
- L. recisus Saether, 1975
- L. roquehautensis Langton & Moubayed, 2001
- L. schnelli Saether, 1990
- L. spinigus Saether, 1990
- L. torulus Saether, 1990
- L. visheraensis Krasheninnikov & Makarchenko, 2009